# Tanna (Vanuatu)
Tanna ist eine Insel der Neuen Hebriden und mit 561 km² die Hauptinsel (obwohl flächenmäßig nach Erromango nur die zweitgrößte Insel) der Provinz Tafea des souveränen Inselstaates Vanuatu im Südwestpazifik. Die Insel zählt rund 20.000 Einwohner, Hauptort ist Isangel an der Westküste und die höchste Erhebung ist mit 1084 m der Mount Tukosmera. Tanna ist das administrative, wirtschaftliche und auch touristische Zentrum der Provinz Tafea, die sich durch ein angenehmes Klima auszeichnet.

## Geschichte
Wohl zu Beginn des dritten vorchristlichen Jahrtausends erreichten Clans der ersten proto-melanesischen Bewohner Vanuatus auch die Inseln der heutigen Provinz Tafea und damit auch Tanna. Ab 1400 v. Chr. begann dann die Verbreitung der Lapita-Kultur, im Zuge derer die jeweiligen Inseln eigene regionale Besonderheiten entwickelten.
Nach Jahrtausenden der Abgeschiedenheit erreichten europäische Entdecker Tanna wohl erstmals im Jahre 1774: James Cook beschrieb den glühend-roten Lichtschein am Nachthimmel über Tanna als „The lighthouse of the South Seas“ – als „Leuchtturm der Südsee“ also.

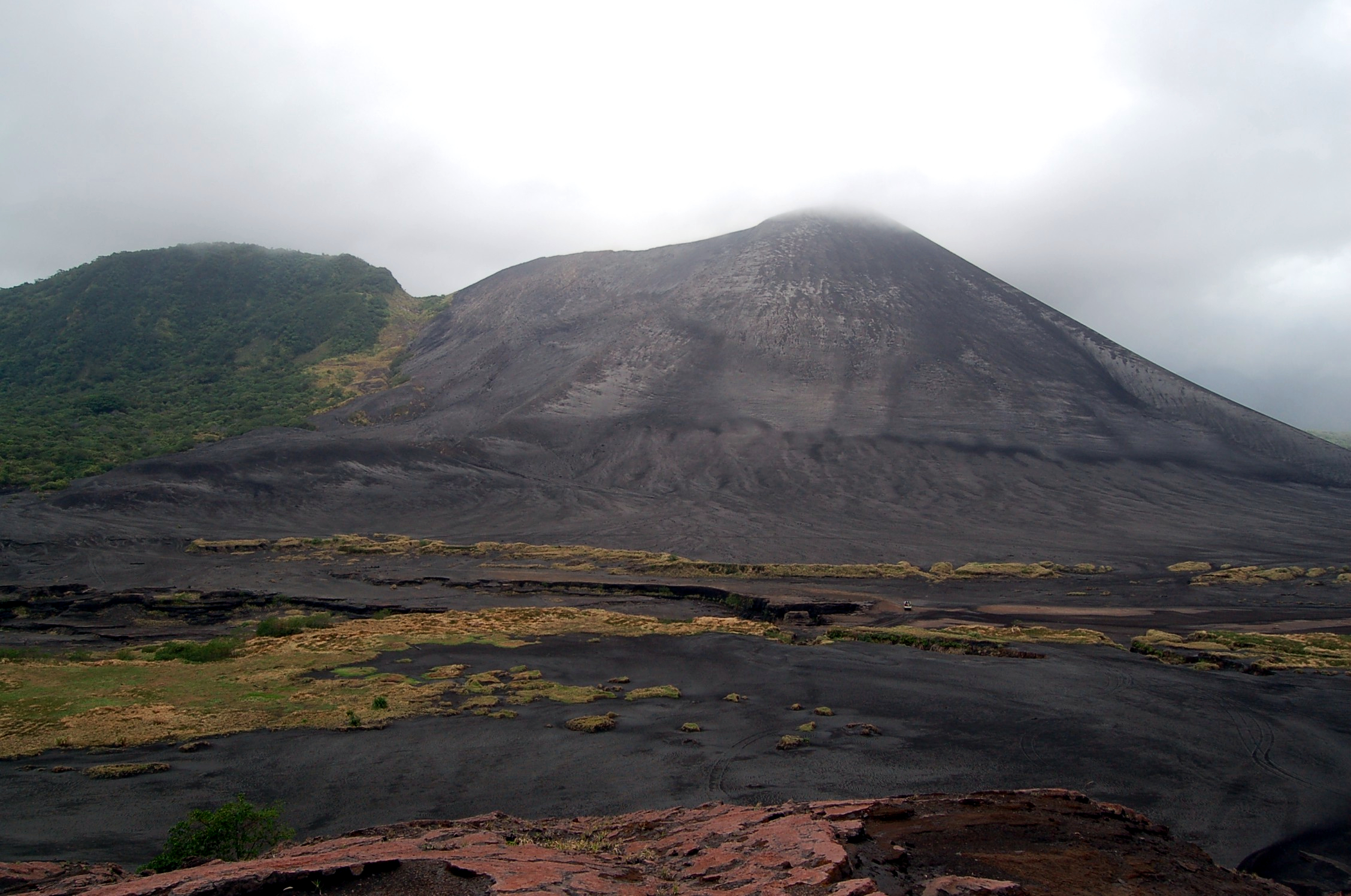
Mt. Yasur mit Ascheebene

Cook entdeckte damit auch den die Geschichte und Landschaft Tannas prägenden Vulkan, den 361 m hohen Mount Yasur, welcher mindestens seit 800 Jahren eine permanente Tätigkeit aufweist. Der Mt. Yasur gilt als der aktivste Vulkan der Erde. Cook landete in einer Bucht östlich des Yasur, welche er Port Resolution nannte, nach seinem Schiff, der Resolution. Den Vulkan durfte er jedoch wegen eines Tabus nicht besteigen.
1825 erreichte der Ire Peter Dillon nach Aufenthalten in Fidschi und auf den Gesellschafts-Inseln Tanna und Erromango, wo er das Sandelholz und die damit verbundenen Vermarktungsmöglichkeiten entdeckte.
1864 begann eines der traurigsten Kapitel der Geschichte Tannas und des gesamten Melanesien: Australische „blackbirder“ (Sklavenhändler) landeten auf Tanna und Erromango und verschleppten 65 Männer zur Sklavenarbeit auf die Plantagen von Queensland und des heutigen Northern Territory, wo durch erzwungene „freiwillige“ Arbeitsverträge (indentured labour) die juristische „Richtigkeit“ sichergestellt wurde. 1907 wurde Tanna Teil des britisch-französischen Kondominiums der Neuen Hebriden.
Zu Beginn des Zweiten Weltkrieges entstand auf Tanna die bis heute bestehende John-Frum-Bewegung, die auch als Cargo-Kult bekannt ist und deren Anhänger eine Mischung aus Christentum und Verehrung materieller westlicher Güter praktizieren. Neben der John-Frum-Bewegung entwickelte sich in den 1960er Jahren mit der Prinz-Philip-Bewegung ein zweiter Cargo-Kult, der internationale Aufmerksamkeit fand. Im Pazifikkrieg blieb Tanna von Kampfhandlungen verschont.

Flagge von Tanna

Durch die Verwaltungsreform im Jahr 1994 wurde Tanna Teil der Provinz Tafea, deren Buchstaben jeweils eine Hauptinsel der Provinz repräsentieren: TAFEA (Tanna, Aniwa, Futuna, Erromango, Anatom). Die Hauptstadt von Tanna, Isangel, ist gleichzeitig Hauptstadt der Provinz Tafea.

## Wirtschaft

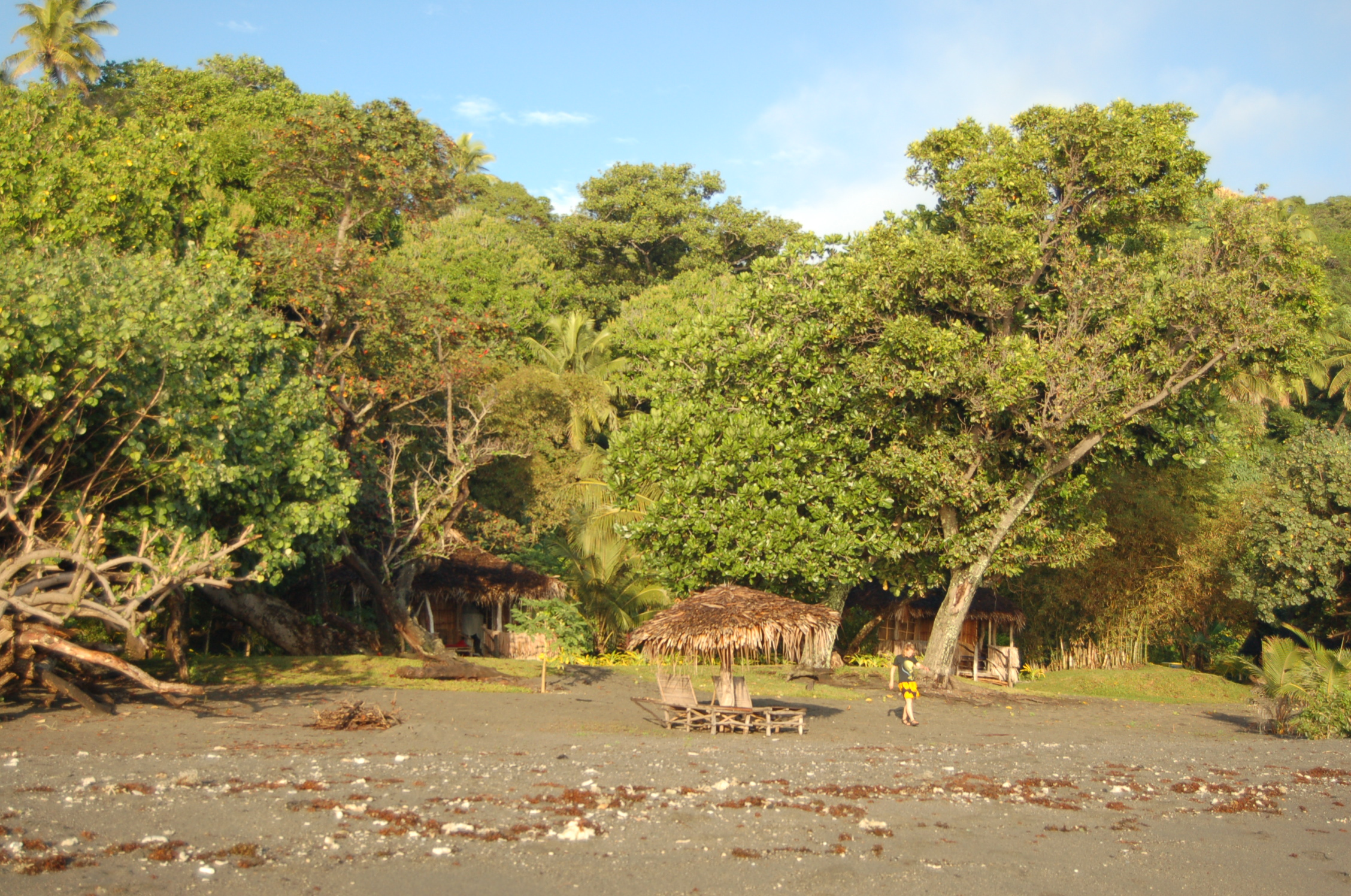
Einfache Hotelanlage an der Nordküste Tannas

Tanna ist das wirtschaftliche Zentrum der Provinz Tafea, hergestellt und exportiert werden unter anderem Kopra, Kakao und Sandelholz, sowie in geringem Maße Tabak, Kava-Wurzeln und Flechtprodukte.
Neben einigen Bauunternehmen sind vor allem touristische Einrichtungen als wichtige Devisenquellen zu nennen. Die Hotels und Pensionen bilden nahezu die einzigen Arbeitsplätze außerhalb der Subsistenzwirtschaft. Der Standard der Einrichtungen ist dabei einfach bis sehr rustikal.
Fischfang und Seefahrt spielen keine Rolle.

## Orte
Einzige Stadt und damit Zentrum ist Isangel an der Westküste, wo ein beträchtlicher Teil der Tannesen lebt. Weitere wichtige Orte sind Lenakel, Imalo, Yakel, Yaohnanen und Port Resolution an der Ostküste.